# Füzérnádaska
Füzérnádaska (szlovákul: Trsťany) község Szlovákiában, a Kassai kerület Kassa-környéki járásában.

## Fekvése
Kassától 13 km-re északkeletre, az Ósva-patak jobb oldalán, annak egyik mellékágának partján fekszik.

## Története
1288-ban az Aba nembeli Dénes mester végrendeletében említik „Felnadasd” néven először, akkori birtokosa az Aba nemzetség volt. Következő említése 1332-ben „Nadazd” alakban történik, amikor Budun fia Mihály tiltakozik amiatt, hogy Mikcs szlavón bán és Pál fia Imre elfoglalták itteni birtokát. 1335-ben apja, Domonkos halála után fia az abaújnádasdi László birtokát Drugeth Vilmosnak adományozta. 1427-ben 14 portát számláltak a „Kys Nadasd” néven említett faluban, amely mintegy 70 lakost jelent. 1477-ben az abaújnádasdi László fia Domokos birtoka. 1553-ban „Nadaska” falunak hat portája volt mintegy 30 lakossal, a falu birtokosa Losonczi István. 1565-ben 18 család lakott itt, közülük 12 paraszt és 6 zsellércsalád volt. A 16. században lakói reformátusok lettek. 1598-ban 21 háza állt. 1696-ban említik lutheránus templomát, ebben a feljegyzésben megjegyzik azt is, hogy a 16. század második felétől a faluban főként szlovákok éltek. A 18. századra a falu lakossága visszaesett, 1715-ben csak 3, 1720-ban 4 család lakta. 1773-ban ismét szlovák többségű faluként említik.
A 18. század végén Vályi András így ír róla: „NÁDASKA. Treszecani. Tót falu Abaúj Várm. földes Ura G. Forgách Uraság, lakosai külömbfélék, fekszik Felső Oltsvához nem meszsze, és annak filiája, határja sovány, és réttyeiben az áradások károkat okoznak.”
Fényes Elek 1851-ben kiadott geográfiai szótára szerint: „Nádaska, Treszcany, tót falu, Abauj vmegyében, az Osva mellett, 102 kath., 88 evang., 19 ref., 8 zsidó lak. F. u. gr. Forgács. Ut. p. Kassa.”
Borovszky Samu monográfiasorozatának Abaúj-Torna vármegyét tárgyaló része szerint: „Csákánytól nyugatra Abauj-Nádaska és Györgyi házait látjuk fehérleni, az Osva peremét alkotó fensikon. Az előbbinek 26 háza és 168 tót lakosa van; az utóbbinak 28 háza 213 lakossal, kik szintén tótok. Postája mindkettőnek Bődön van.”
A trianoni diktátumig Abaúj-Torna vármegye Füzéri járásához tartozott.

## Népessége
| Év:            | 1994. | 2004.   | 2014.    | 2024.    |
| -------------- | ----- | ------- | -------- | -------- |
| Emberek száma: | 234   | 245     | 291      | 350      |
| Eltérés:       |       | +4,70 % | +18,77 % | +20,27 % |

| Év:            | 2023. | 2024.   |
| -------------- | ----- | ------- |
| Emberek száma: | 330   | 350     |
| Eltérés:       |       | +6,06 % |

1851-ben 102 katolikus, 88 lutheránus, 19 kálvinista és 8 zsidó lakta.
1910-ben 218, túlnyomórészt szlovák anyanyelvű lakosa volt.
2001-ben 236 lakosából 235 szlovák volt.
2011-ben 260 lakosából 254 szlovák volt.